# スタジオ・マイアディーガ
スタジオ・マイアディーガは、望獲つきよとたちばな真未を中心とした漫画などを発表しているクリエイトグループ。

## 概要
「マイアディーガ」は、白い翼をもつ巨大な竜の名前。
これまで作品は、スタジオ・マイアディーガ及びたちばな真未の公式サイト、小学館の学習雑誌、同誌の旧公式サイト「ネットくん」、集英社の少女漫画誌「りぼん」で発表されている。
2003年のりぼんびっくり増刊を最後にスタジオとしての活動を休止していたが、2014年冬に活動を再開。
びっくり増刊に掲載された『ドール=ガール』第一幕の続きとなる「第二幕 よみがえる人形」を電子書籍で配信開始後、現在に至るまで続編を電子版およびオンデマンドの製本版で配信中である。
また、2000年度から2002年度にかけて小学館の学年別学習雑誌『小学三年生』に連載された『ふしぎ占い少女 ちょっとだけ★マーメイド』の復刻版、2002年度に『小学四年生』で連載された単行本未収録の『白いタロット編』も同じく電子版、製本版で配信されている。
2019年4月から、2003年度に小学館の学年別学習雑誌『小学三年生』で連載された『封鏡伝奇 タオの虎』の復刻版を電子書籍で連載開始。連載終了後には、未発表の描き足し部分を含む完全版を配信予定である。
マンガの配信以外にも、『ふしぎ占い少女 ちょっとだけ★マーメイド』に登場するマリンタロット等グッズ作成やLINEスタンプ等幅広く展開中。